# لارس فورستر
لارس فورستر (انگلیسی: Lars Förster؛ زادهٔ ۱ اوت ۱۹۹۳) دوچرخه‌سوار اهل سوئیس است.